# 39 Pułk Artylerii Lekkiej
39 pułk artylerii lekkiej (39 pal) – oddział artylerii lekkiej ludowego Wojska Polskiego.
Pułk został sformowany pod Rzeszowem na podstawie rozkazu nr 41 Naczelnego Dowództwa Wojska Polskiego z 6 października 1944 roku. 14 stycznia 1945 roku w Rzeszowie żołnierze pułku złożyli przysięgę.

## Żołnierze pułku
Dowódcy pułku
- ppłk Walery Starostin
- ppłk Biełdycki[5]

Oficerowie pułku
- Jan Szamotulski

## Działania bojowe
Pułk wchodził w skład 10 Sudeckiej Dywizji Piechoty z 2 Armii WP.
Do walki wszedł po raz pierwszy 10 kwietnia 1945 roku, kiedy to zabezpieczał obronę 10 DP. 16—17 kwietnia uczestniczył w forsowaniu Nysy, wspierając działania 27 i 29 pułku piechoty. 21 kwietnia w pościgu za nieprzyjacielem osiągnął Sprewę. Najcięższe walki stoczył od 22 do 24 kwietnia pod Uhyst. W pierwszych dniach maja brał udział w operacji praskiej, wspierając działania pułków piechoty. Szlak bojowy zakończył 9 maja 1945 roku pod Sukoradami w Czechosłowacji.
|  |  |  |  |

|  |  |

## Struktura organizacyjna
Dowództwo i sztab
- 3 x dywizjon artylerii
  - 2 x bateria artylerii armat
  - 1 x bateria artylerii haubic
- bateria parkowa

Pułk etatowo posiadał:

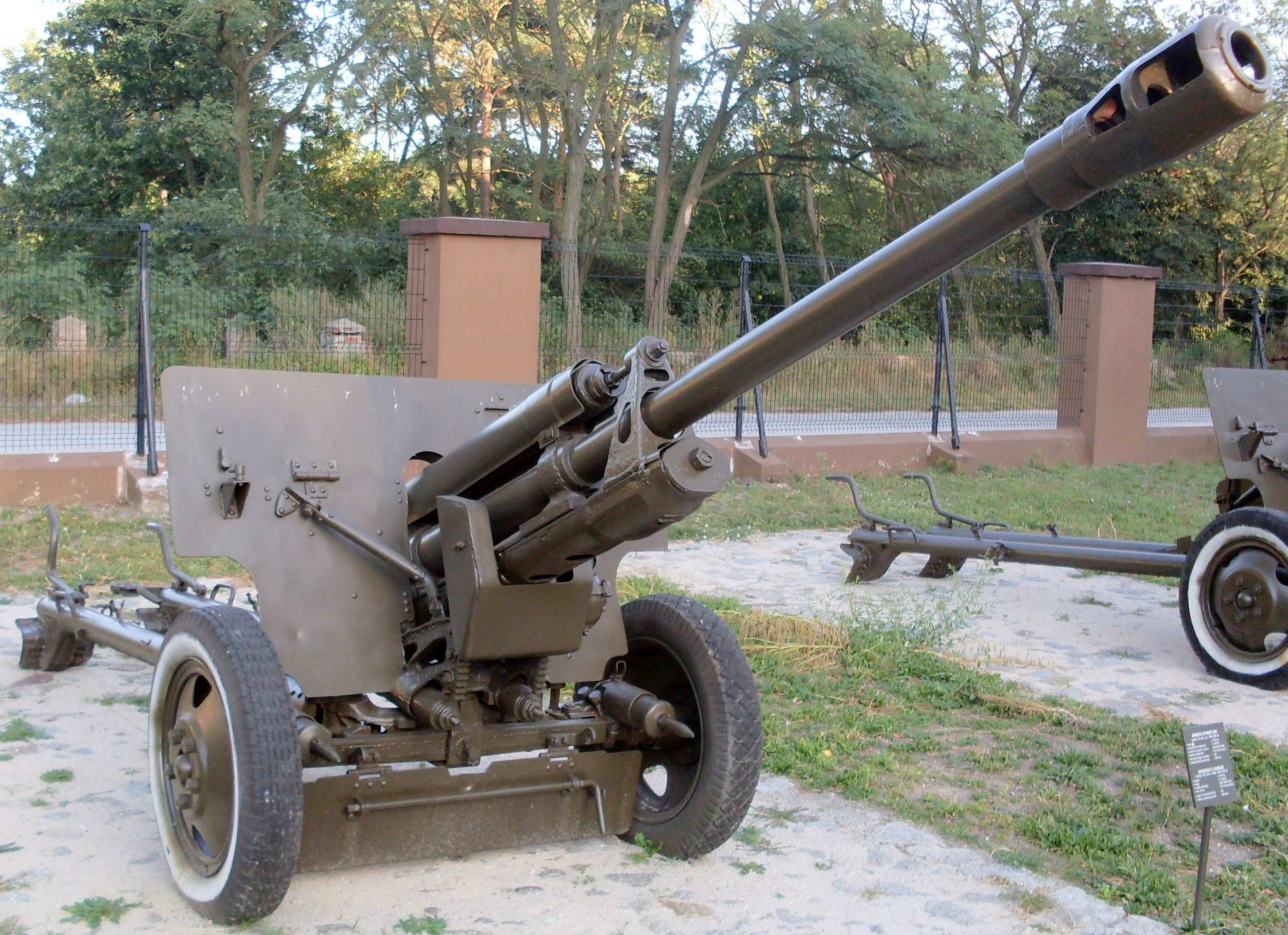
76 mm armata dywizyjna wz. 1942

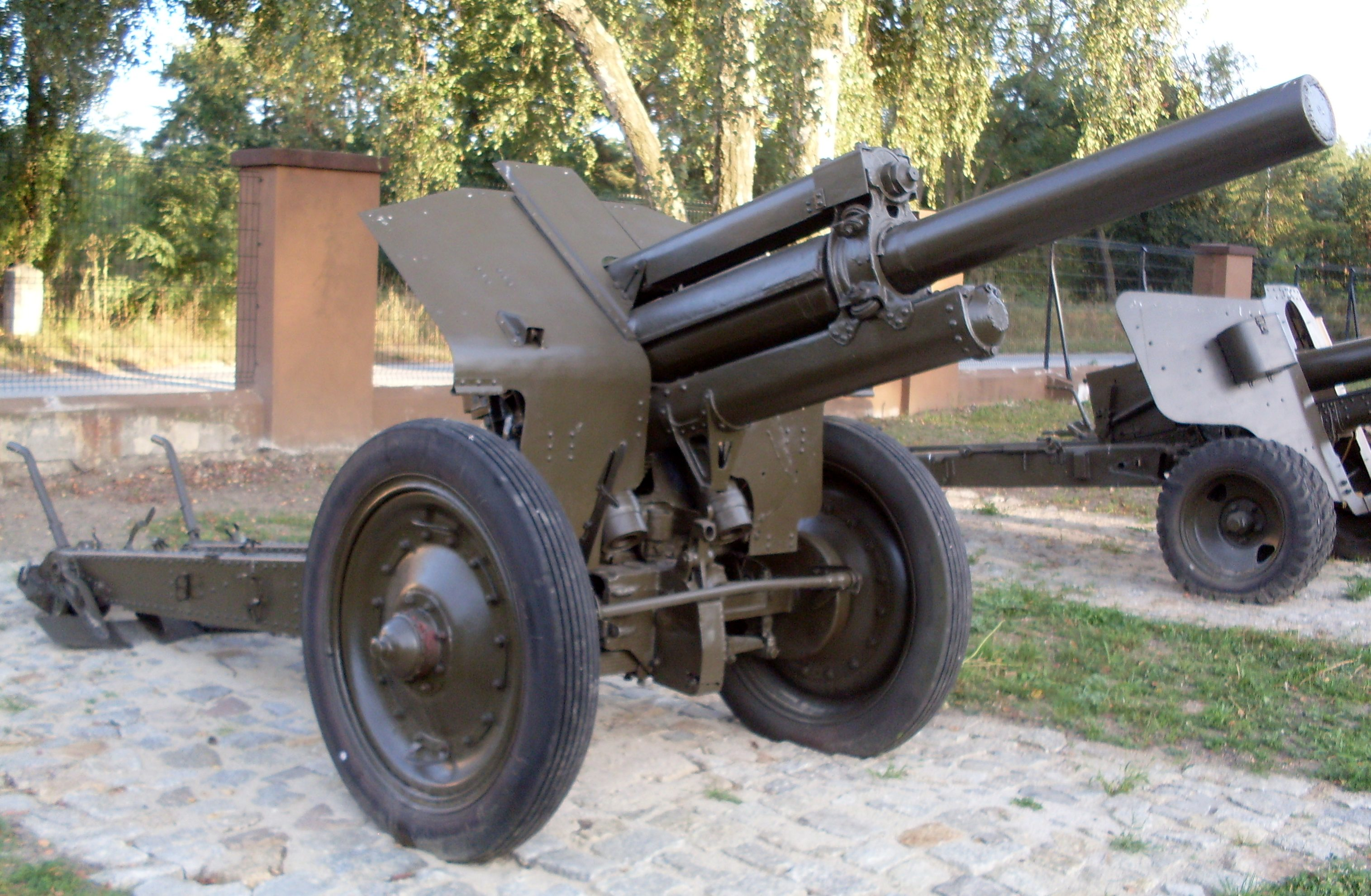
122 mm haubica wz. 1938 (M-30)

żołnierzy – 1093 (oficerów – 150, podoficerów – 299, kanonierów – 644)
sprzęt:
- 76 mm armaty – 24
- 122 mm haubice – 12
- rusznice przeciwpancerne – 12
- pistolety maszynowe – 419
- samochody – 108
- ciągniki – 24

## Okres powojenny
2 grudnia 1945 w Jeleniej Górze odbyła się uroczystość wręczenia  sztandaru 39 pułkowi artylerii lekkiej. Sztandar ufundowało społeczeństwo polskie przybyłe na ziemie zachodnie. W przekazaniu sztandaru uczestniczył marszałek Michał Rola Żymierski. W defiladzie uczestniczyło również 500 strażaków Straży Pożarnej.
10 czerwca 1948 roku pułk został dyslokowany z Jeleniej Góry do Strzegomia, do koszar przy ul. Kościuszki. 
W 1951 jednostka została przeformowana w 39 pułk artylerii haubic.